# Окабэ, Наодзабуро
Наодзабуро Окабэ (яп. 岡部 直三郎, Ока́бэ Наодзабу́ро:,  30 сентября 1887 — 23 ноября 1946) — генерал императорской армии Японии, который с ноября 1944 года и до конца войны командовал 6-м фронтом. Ушел в отставку в 1945 году и скончался в 1946 году

## Биография
Наодзабуро Окабе родился в городе Хиросима и в юности посещал военные подготовительные курсы. Окончил Военную академию Императорской армии Японии, среди его одноклассников по академии были Томоюки Ямасита и Корэтика Анами. Позже окончил Высшую военную академию Императорской армии Японии. В 1918 году в звании капитана был направлен в Владивосток в Управление специальных операций во время японской интервенции в Сибирь, а в 1922 году в звании майора был отправлен в качестве военного атташе в Польше. Во время своей службы в Польше он приобрел новейшую технологию шифрования у одного из своих контактов в польском Генеральном штабе.
После возвращения в Японию, с декабря 1928 года по апрель 1930 года, Окабе служил инструктором в штабном колледже, за это время он был повышен до звания полковника. В апреле 1934 года Окабе был назначен командиром 1-го полка полевой артиллерии. В феврале 1932 года, в разгар Первого Шанхайского сражения, он был назначен в штаб армии и служил в Шанхае до декабря того же года. После его возвращения в Японию он прошел обучение в Колледже персонала и был произведен в генерал-майоры в августе 1934 года. В августе 1937 года Окабе был назначен начальником штаба недавно сформированного Северо-Китайского фронта. В декабре того же года он был повышен в звании генерал-лейтенанта. В июле 1938 года Окабе был назначен командиром 1-й дивизии, которая базировалась в Маньчжоу-го. В этой должности участвовал в Боях у Халхин-Гола. Впоследствии он был переведён командовать гарнизонной армией Монголии в сентябре 1939 года, где его войска потерпели поражение от китайцев во время битвы при Уюань.
В сентябре 1940 года Окабе был отозван в Японию и прикомандирован к Генеральному штабу армии. В 1940 г. Окабе был награжден Орденом Восходящего Солнца 1-й степени Орденом Золотого Коршуна 2-й степени. С декабря он был начальником Технического штаба армии, а с октября 1942 года стал членом Высшего военного совета. Одновременно он был назначен также комендантом штабной коллегии. В феврале 1943 года он получил звание генерала.
В октябре 1943 года Окабе вернулся в Маньчжоу-Го в качестве командующего недавно сформированного 3-го фронта. В августе 1944 года он был переведен в командование Северо-Китайского фронта, базирующегося в Пекине, а в ноябре того же года был назначен командиром недавно сформированного 6-го фронта. 2 сентября 1945 года при капитуляции Японии он сдался со своими войсками армии Китайской Республики в Ханькоу и был взят в плен. В Шанхае его должны были судить за военные преступления, но 28 ноября 1946 года он умер в тюрьме от болезни прежде, чем предстать перед судом.